# Pakpattan
Pakpattan (pendżabski/urdu: پاکپتّن‬)– miasto w Pakistanie, w prowincji Pendżab. Według danych na rok 1998 liczyło 109 033 mieszkańców.
W mieście rozwinął się przemysł spożywczy oraz tkacki.